# Духовий оркестр

Духовий оркестр

Духовий орке́стр — оркестр, складається з духових і ударних інструментів.

## Склад
Основу духового оркестру складають широкомензурні і звичайні мідні духові інструменти — корнети, флюгельгорни, еуфоніуми, альти, тенори, баритони, баси, труби, валторни, тромбони. Також в духових оркестрах використовуються дерев'яні духові інструменти: флейти, кларнети, саксофони, у великих складах — гобої і фаготи. У Європі проводять розподіл між духовим оркестром і т. зв. «Фанфарних», в якому дерев'яних духових інструментів немає. На початку XIX століття під впливом «яничарської» музики в духових оркестрах з'явилися деякі ударні музичні інструменти, перш за все великий барабан і тарілки, що дають оркестру ритмічну основу.
| Малий мідний | Великий мідний | Малий мішаний | Середній мішаний | Середній мішаний (вдосконалений) | Великий мішаний |
| --- | --- | --- | --- | --- | --- |
| соліст 2 корнети(B) 2 альти(Es) 2 тенори(B) баритон бас (Es) бас (В) трикутник та малий барабан тарілки та великий барабан | 2 валторни труба (B) тромбон трикутник та малий барабан тарілки та великий барабан соліст 2 корнети(B) 2 альти(Es) 2 тенори(B) баритон бас (Es) бас (В) | флейта 2 кларнети(В) 2 валторни 1 або 2 труби (B) 1 або 2 тромбони трикутник та малий барабан тарілки та великий барабан соліст 2 корнети(B) 2 альти(Es) 2 тенори(B) баритон бас (Es) бас (В) | 2 флейти (флейта піколо) гобой 3 кларнети(В) фагот 2 саксофони альти (Es) саксофон тенор (В) 2 валторни 2 труби (B) 3 тромбони литаври трикутник та малий барабан тарілки та великий барабан соліст 2 корнети(B) 2 альти(Es) 2 тенори(B) баритон бас (Es) бас (В) | 2 флейти (флейта піколо) гобой 3 кларнети(В) фагот 2 саксофони альти (Es) саксофон тенор (В) 4 валторни 2 труби (B) 3 тромбони литаври трикутник та малий барабан тарілки та великий барабан соліст 2 корнети(B) тенор(B) баритон бас (Es) бас (В) | 2 флейти флейта піколо 2 гобої англійський ріжок кларнет-піколо (Es) 3 кларнети(В) бас-кларнет(В) 2 фаготи саксофон сопрано(В) 2 саксофони альти (Es) 2 саксофони тенори (В) баритон-саксофон (Es) 4 валторни 2 або 3 труби (B) 3 або 4 тромбони дзвіночки ксилофон литаври трикутник та малий барабан тарілки та великий барабан соліст 2 корнети(B) 2 альти(Es) 2 тенори(B) баритон бас (Es) бас (В) |

## Репертуар
У XIX столітті основою репертуару духового оркестру були різні марші та інша військова музика, а також перекладання симфонічних і оперних творів, тоді як оригінальних творів для цього складу практично не існувало. Один з небагатьох відомих випадків застосування духового оркестру «серйозної» музиці XIX століття — опера Джузеппе Верді «Аїда», де для виконання тріумфального маршу на сцену виводиться духовий оркестр.
З початку XX століття деякі композитори звернули увагу на своєрідність складу та звучання духового оркестру і написали для нього ряд оригінальних творів. Першим твором такого роду вважається Сюїта № 1 Es-dur Густава Голста, написана в 1909 році. Серед інших композиторів, що писали для духового оркестру — Микола Мясковський, Ігор Стравінський, Пауль Гіндеміт, Алан Хованесс.

## Колективи
В Україні провідним духовим оркестром є Національний Академічний духовий оркестр України.